# 南大夕張駅
南大夕張駅（みなみおおゆうばりえき）は、北海道夕張市南部大宮町にあった三菱石炭鉱業大夕張鉄道線の駅（廃駅）である。大夕張鉄道線の廃止に伴い1987年に廃止された。

## 歴史

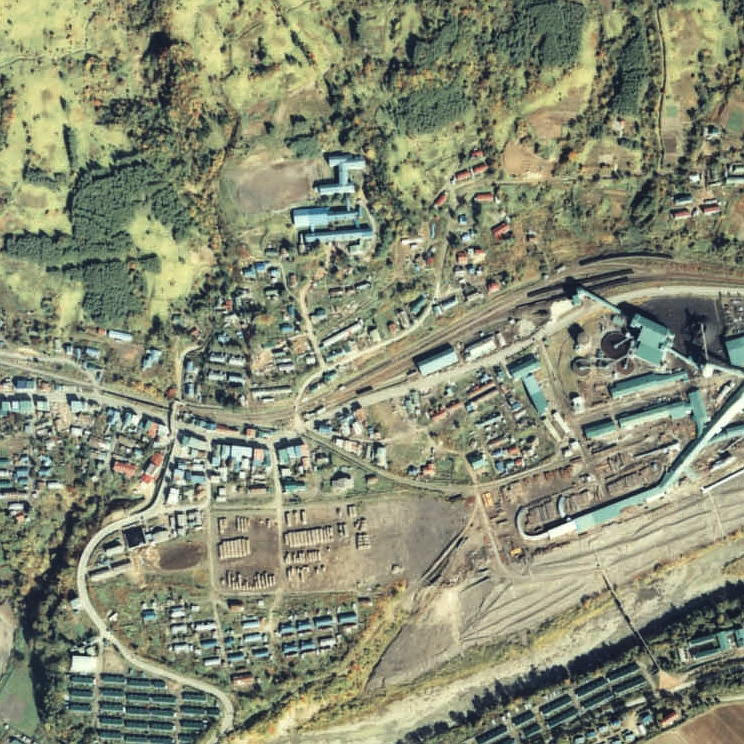
1977年の南大夕張駅と周囲約750 m範囲。左が清水沢方面

大夕張炭鉱の開発に伴い、1906年（明治39年）に馬車鉄道が開通。その後炭鉱の発展により専用鉄道が敷設された。三菱鉱業移管後は更に発展し、昭和初期には操業拠点が北部（大夕張・夕張市鹿島地区）に移行したが、道路も無く同駅が中継点となった。夕張岳山麓から切り出された木材の他、大夕張ダム建設当時は資材の搬入で賑わった。末期は三菱南大夕張炭鉱の石炭搬出駅となっていたが、同炭鉱の合理化による鉄道廃止により、廃止となった。

### 年表
- 1911年（明治44年）6月1日：大夕張炭礦専用鉄道二股駅として開業するが駅舎は無し。
- 1918年（大正7年）6月14日：三菱鉱業に移管後労務係詰所を大夕張駅と称した。
- 1929年（昭和4年）1月22日：南大夕張駅に改称。
- 1939年（昭和14年）4月20日：三菱鉱業株式会社線として地方鉄道に改組。社内旅客荷物小口取扱及び車扱連絡運輸開始。
- 1941年（昭和16年）12月1日：旅客荷物小口扱連絡運輸開始。
- 1950年（昭和25年）4月25日：三菱鉱業株式会社線大夕張鉄道の駅となる。
- 1956年（昭和31年）6月1日：三菱鉱業株式会社大夕張鉄道線の駅となる。
- 1969年（昭和44年）10月1日：三菱大夕張炭礦株式会社大夕張鉄道の駅となる。
- 1973年（昭和48年）
  - 12月15日：三菱石炭鉱業株式会社線の駅となる。
  - 12月16日：当駅 - 大夕張炭山間廃止により終着駅となる。
- 1987年（昭和62年）7月22日：廃止。
- 2007年（平成19年）11月30日：経済産業省より近代化産業遺産として認定。

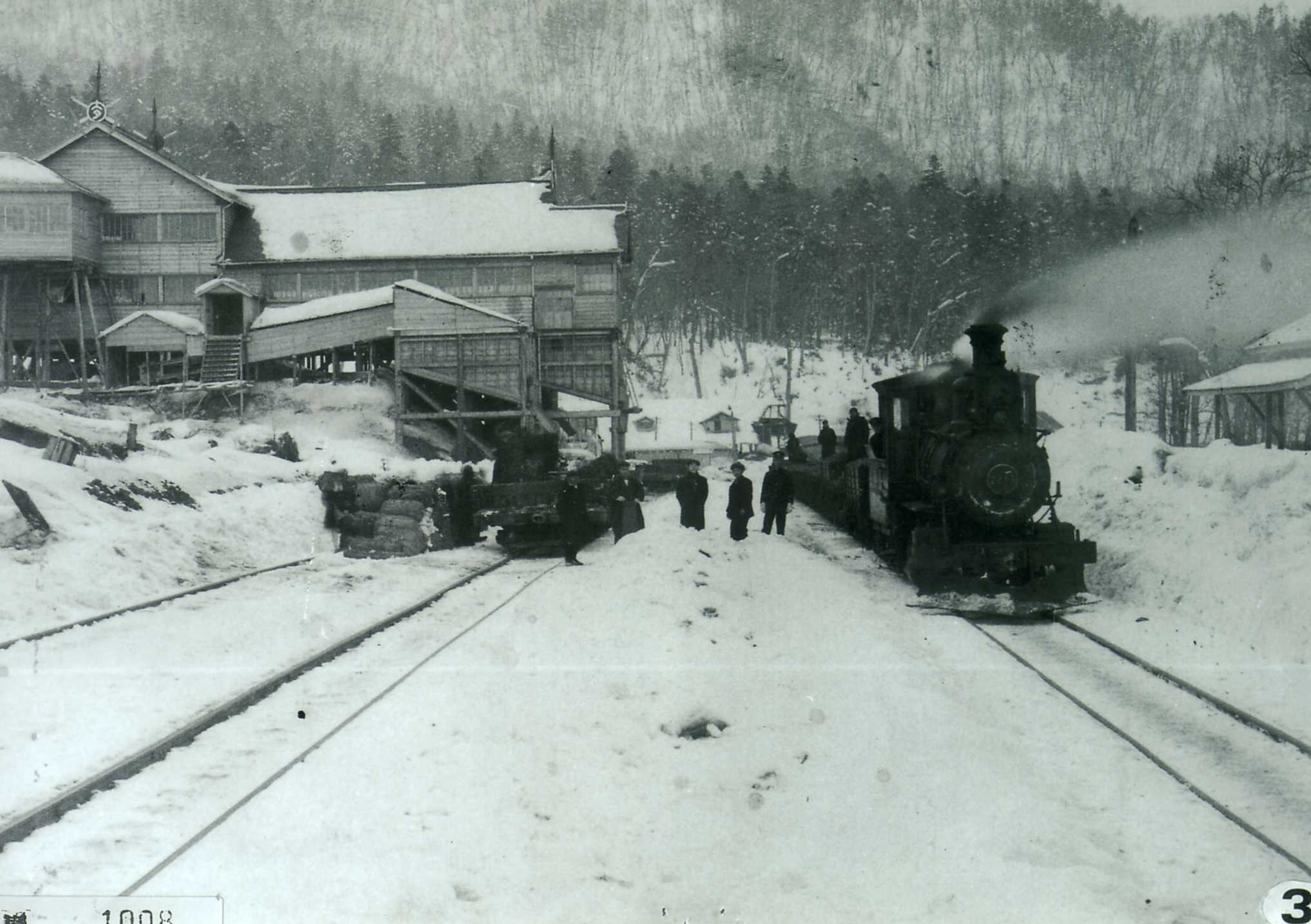
大夕張炭坑開坑時の二股駅（1912年）
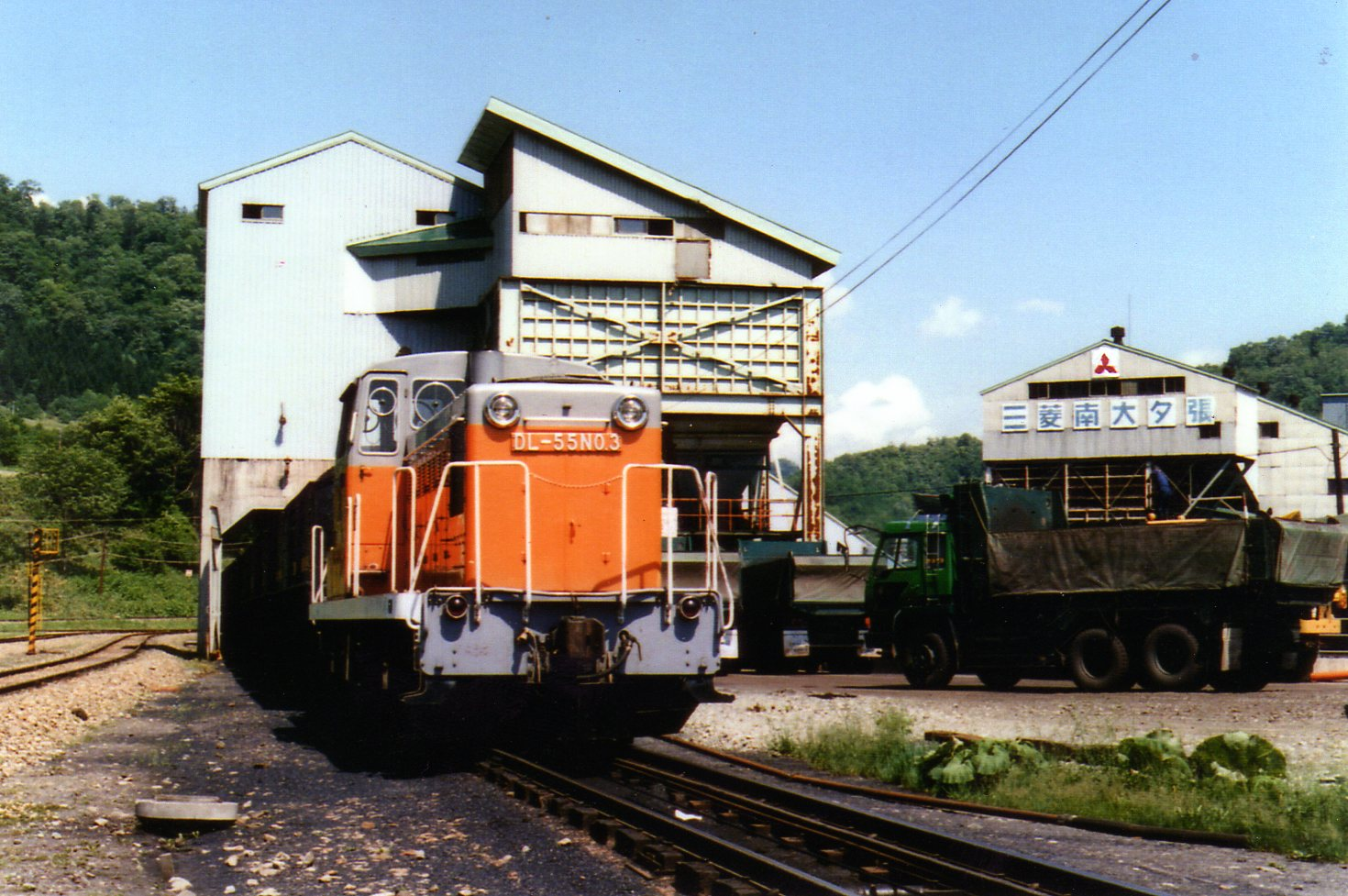
南大夕張駅での石炭積込み（1985年）
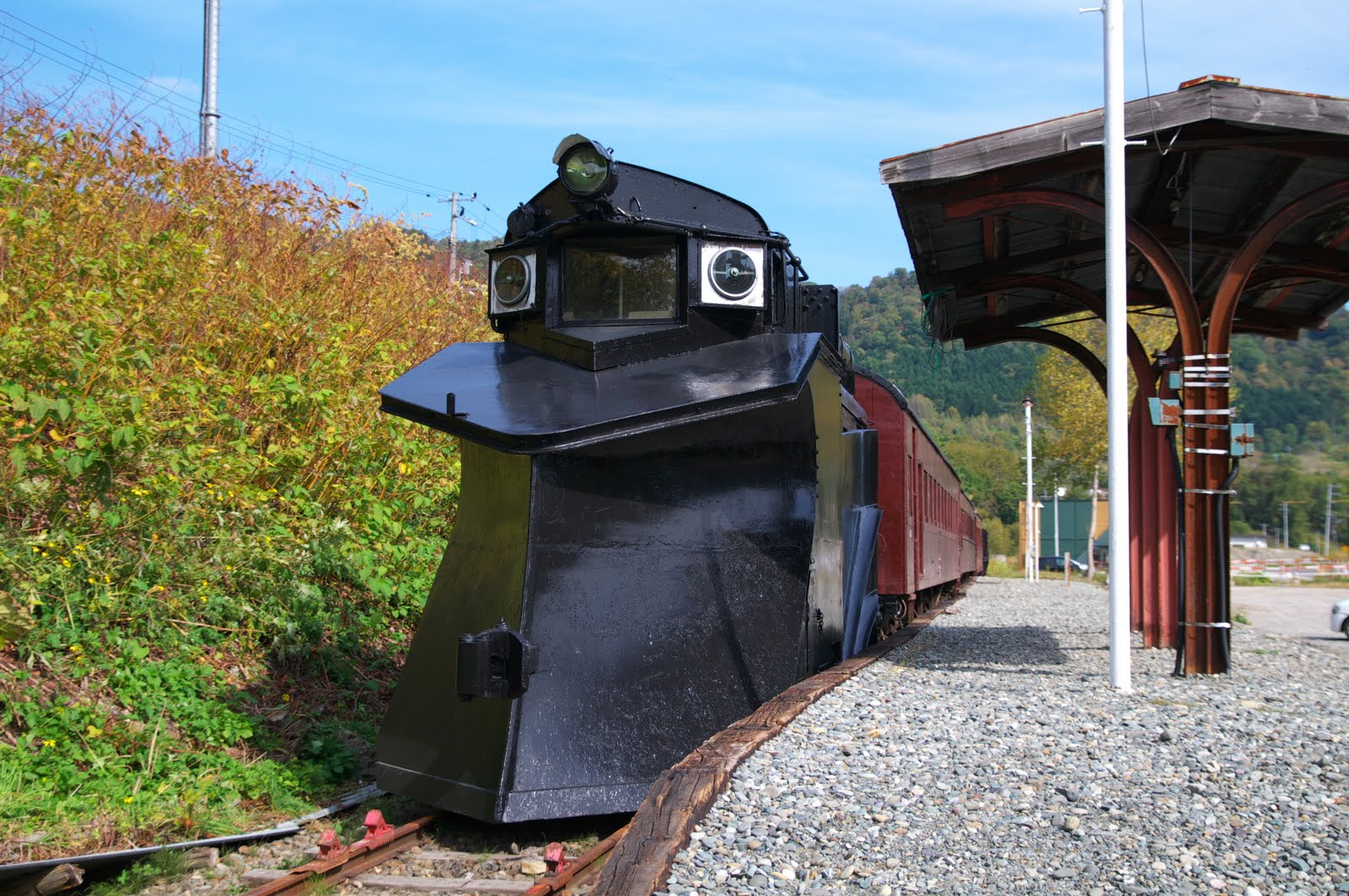
南大夕張駅跡に保存されている車両群（2010年10月）
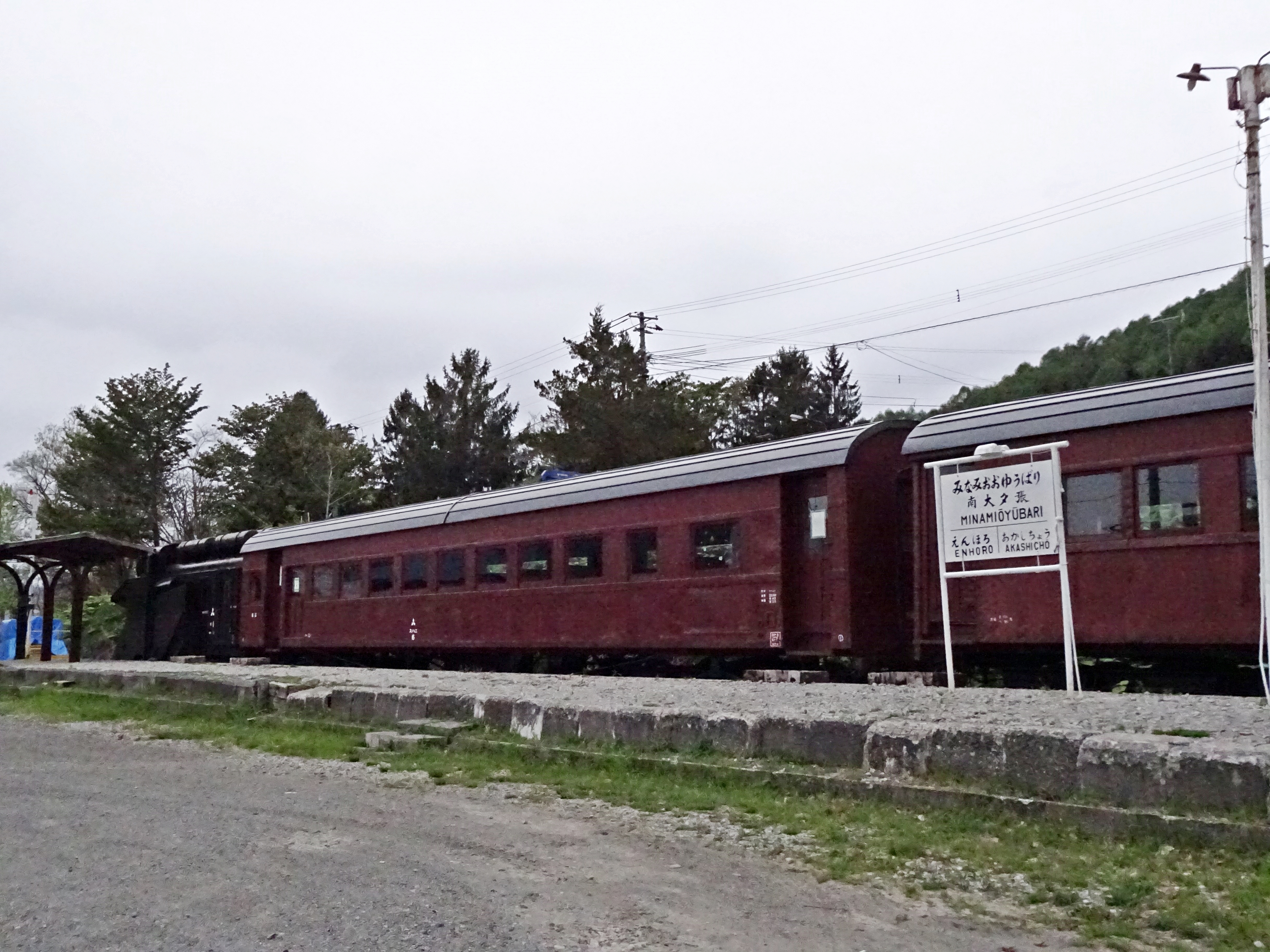
同所の保存客車（2024年）

## 駅構造
島式ホーム1面2線の地上駅であり、終日駅員が配置されていた。石炭積み込み線の他、下夕張森林鉄道も接続していた。なお、駅舎は50 mほどのゆるい坂道の先にあり、ホームより小高い位置に建っていた。そのため、改札を抜けた後小道を降りてホームへ向かう構造となっていた。

## 駅周辺
- シューパロダムインフォメーションセンター（夕張シューパロダムに関する資料の他、大夕張地区や大夕張鉄道などに関する若干の郷土資料も展示）
- 夕張市南部連絡所
- 南大夕張神社
- 南大夕張郵便局
- 南部分遺所
- 南大夕張貯木場事業所（現在は閉鎖）
- 夕張市立南部小学校（廃校）

駅前にはかつては美鉄バス及び夕張鉄道（夕鉄バス）の「南部」停留所があったが、美鉄バスは1997年、夕鉄バスも2017年10月1日に路線廃止となった。

## 駅跡
廃止後駅舎は解体撤去。ホームには以下の車両が保存され、夕張市の公園になっている。
- キ1（国鉄キ100形貨車と同型）
- スハニ6
- オハ1
- ナハフ1
- セキ1
- セキ2
- モーターカー
- 軌道自転車

これらの車両は荒廃し、ナハフ1にいたっては雪の重みで転倒、ホーム自体も崩れ始めていたが、三菱大夕張鉄道保存会の手によって修復され、往時の姿を回復した。2022年（令和4年）6月には、夕張市により崩れかかったホームの修復が行われる。
機関庫は廃止後、関連会社が使用していたが、現在は撤去され跡形もない。

## 隣の駅
三菱石炭鉱業
大夕張鉄道線
遠幌駅 - 南大夕張駅 - （臨）農場前駅 - シューパロ湖駅 - 明石町駅